# Tacca (botanica)
Tacca J.R.Forst. & G.Forst., 1775 è un genere di piante della famiglia  delle Dioscoreacee.

## Tassonomia
Il sistema Cronquist lo considerava come l'unico genere della famiglia Taccaceae.
La moderna classificazione APG lo colloca tra le Dioscoreacee.
Il genere comprende le seguenti specie:
- Tacca ampliplacenta L.Zhang & Q.J.Li
- Tacca ankaranensis Bard.-Vauc.
- Tacca bibracteata Drenth
- Tacca borneensis Ridl.
- Tacca celebica Koord.
- Tacca chantrieri André
- Tacca cristata Jack
- Tacca ebeltajae Drenth
- Tacca integrifolia Ker Gawl.
- Tacca khanhhoaensis V.S.Dang & Vuong
- Tacca leontopetaloides (L.) Kuntze
- Tacca maculata  Seem.
- Tacca palmata Blume
- Tacca palmatifida Baker
- Tacca parkeri Seem.
- Tacca plantaginea (Hance) Drenth
- Tacca reducta P.C.Boyce & S.Julia
- Tacca subflabellata P.P. Ling & C.T. Ting